# Ernesto Baeza Michelsen
Ernesto Baeza Michelsen (1916-diciembre de 2000) fue un militar chileno, general de división del Ejército de Chile, que se desempeñó como director general de la Policía de Investigaciones (PDI) de su país, durante la dictadura militar del general Augusto Pinochet entre 1973 y 1980.

## Familia
Nació en 1916, hijo de una descendiente danesa. Casado, tuvo cuatro hijos. Una de sus hijas estuvo casada con el brigadier de ejército y subdirector de la Escuela de Comandos de Peldehue y director asistente de la Dirección de Inteligencia Nacional (DINA), Raúl Iturriaga Neumann, quien fuera imputado en el proceso por el asesinato del general Carlos Prats y su cónyuge en Argentina el 30 de septiembre de 1974.

## Carrera militar
Ingresó como cadete a la Escuela Militar del Libertador Bernardo O'Higgins en 1934, a los dieciocho años, egresando con el grado de alférez de artillería en 1939 y siendo destinado al Regimiento de Artillería n° 2 de La Serena. Al año siguiente, fue ascendido a subteniente y en 1942 a teniente. En 1943, fue destinado al Grupo de Artillería a Caballo n° 2 "Maturana" en Santiago, y más adelante, al Regimiento Artillería n° "Tacna" de la misma comuna, y ascendido a capitán.
Luego, en 1945, actuó como instructor de la Escuela Militar en Santiago, y al año siguiente, fue destinado al Destacamento Andino n° 4 "La Concepción" de Lautaro. En 1950, retornó al Grupo de Artillería a Caballo n° 2 "Maturana" de Santiago, y en 1952, fue designado por el presidente Carlos Ibáñez del Campo como subdirector nacional de Dirección de Deportes del Estado. Fue ascendido a mayor en 1954, y en 1956, nombrado segundo comandante de dicho Regimiento. Desde 1958 hasta 1963, se desempeñó en el Departamento de Inteligencia del Estado Mayor de la Defensa Nacional, siendo ascendido a teniente coronel en 1959.
En 1964, fue destinado a la base militar estadounidense Fort Gulick, zona del canal de Panamá, al Curso de Comando y de Estado Mayor, graduándose como oficial de Estado Mayor del ejército de ese país. A su regreso a Chile, fue nombrado comandante del Regimiento de Artillería n° 2 de La Serena. En 1966, fue ascendido a coronel, y entre 1967 y 1969, trabajó en el Departamento IV de Servicios Especiales, de la Dirección de Inteligencia del Estado Mayor del Ejército. En ese período, además, viajó a Estados Unidos para realizar cursos de Altos Estudios en el Colegio Interamericano de Defensa.
En 1970, fue ascendido por el presidente Jorge Alessandri al rango de general de brigada y nombrado como agregado militar de Chile en Washington D. C. (Estados Unidos) y jefe de la misión militar, puesto en el cual le correspondió fungir como delegado del ejército de Chile ante la Junta Interamericana de Defensa. En el ejercicio de esa función diplomática, fue uno de los generales chilenos más cercanos al Departamento de Estado de ese país.
En 1971, regresó a Chile y fue nombrado comandante en jefe de la I División del Ejército con sede en Antofagasta. En 1972, fue designado comandante en jefe del Comando de Infraestructura del Ejército en Santiago y, ese mismo año, ascendido por el presidente Salvador Allende a general de división.
Instigador del golpe de Estado del 11 de septiembre de 1973 contra dicho mandatario, participó en el asalto al Palacio de La Moneda como «jefe de operaciones» de los militares golpistas, desempeñando, según su líder, el general Augusto Pinochet, un rol fundamental en la dirección de dicha acción bélica. Tras el éxito del mismo, fue designado como director general de la Policía de Investigaciones (PDI), nombrando como su ayudante privado al coronel Sergio Badiola Broberg. Cesó en el cargo el 12 de agosto de 1980, luego de que fuera involucrado en el denominado «caso Covema» (Comando Vengador de Mártires), en el que funcionarios de la PDI secuestraron y asesinaron mediante torturas al estudiante José Eduardo Jara y secuestraron a otras once personas, como represalia por el asesinato del teniente coronel Roger Vergara, director de la Escuela de Inteligencia del Ejército; en su reemplazo asumió el general Fernando Paredes Pizarro.

## Controversias
Al igual que varios militares que fueron particípe de la dictadura militar de Pinochet, tras el retorno a la democracia en 1990, fue acusado de violaciones a los derechos humanos. En su calidad de director general de la PDI, se le responsabilizó por tortura y muerte de personas ligadas al gobierno de la Unidad Popular (UP), especialmente de los detenidos en el Palacio de La Moneda y sus alrededores. En ese ámbito, participó en los interrogatorios con pentotal sódico de Samuel Riquelme, subdirector de la PDI durante gobierno del presidente Salvador Allende.
Además, según antecedentes de organismos de derechos humanos, habría ordenado torturar al prefecto de Investigaciones, Juan Bustos Marchant, y después de escuchar las denuncias que éste le formulara personalmente, ordenó su asesinato en el cuartel de Investigaciones de Valparaíso. En ese entonces, la versión oficial que se dio por parte del régimen fue de muerte por suicidio.
En octubre de 2000, el abogado español Joan Garcés, pidió su procesamiento, junto con el del exdirector de la DINA, Manuel Contreras y el del general Sergio Arellano Stark, por el asesinato de dos ciudadanos españoles en Chile, el diplomático Carmelo Soria y el sacerdote Antonio Llidó Mengual en 1976 y 1974, respectivamente. En una entrevista a la revista colombiana Semana dada el 3 de noviembre de ese año, declaró:

- Iturriaga fue mi yerno. El era un muy buen oficial y si cometió delito fue por acatar las órdenes. Yo nunca comenté nada de esto con él
- Semana: ¿Quién debe haber dado las órdenes de atentar contra el general Prats?
- Su superior, Pinochet. El era el superior de todos en el Ejército y en un ejército nadie se manda solo.
- Semana: Si Pinochet resulta ser culpable del atentado contra el general Prats y su esposa ¿debería ir a la justicia?
- Por supuesto. Todos los culpables de crímenes deben ser juzgados. Pero tienen que probarlo.